# Rainier I Grimaldi
Rainier I Grimaldi (ur. ok. 1267 – zm. 1314) – admirał Francji od 1304, senior Cagnes od 1310. Syn Lanfranco Grimaldi (zm. 1293), francuskiego namiestnika Prowansji i Aurelii del Carretto.
Pod koniec XIII w. Rainier (wł. Ranieri) został głową rodu Grimaldich. Rządził rodziną żelazną ręką, lecz sprawiedliwie. Był bogatym kupcem i żeglarzem. Opisywano go jako wspaniałego, ciemnowłosego, przystojnego oraz odważnego dowódcę okrętów. Służył Karolowi II Kulawemu, królowi Neapolu. Posiadał dom w Genui, który dorównywał bogactwem rezydencji królewskiej. Na początku XIV wieku przeszedł na służbę Filipa IV Pięknego, króla francuskiego. Król Filip prowadził wtedy wojnę z Anglią i Flandrią, a po klęsce poniesionej pod Coutrai w 1302 r. postanowił zniszczyć siły flandryjskie. Zebrał flotę złożoną z 20 statków francuskich i 16 genueńskich, na której czele postawił Rainiera Grimaldiego. Ten ubiegł flotę angielską i przewiózł kilka tysięcy żołnierzy, dzięki czemu przyczynił się do zwycięstwa na wyspie Zierikzee. W sierpniu 1304 r. pokonał flotę flandryjską, a następnie wylądował w Boulogne i pospieszył wspierając króla w obleganiu Lille. Francuzi pokonali Flandryjczyków w bitwie pod Mons-en-Pévèle; król zajął Lille, Douai i Béthune. Za zasługi na wojnie Filip IV Piękny nadał Rainierowi tytuł admirała w 1304 r. oraz kasztelanię Villeneuve-de-Vencei, seniorię Cagnes w Prowansji oraz baronię San Demetrio w Kalabrii. Rainier zmarł w 1314 r.

## Rodzina
Rainier I był dwukrotnie żonaty. Pierwszą żoną była Salvatica, córka Giacomo del Carretto, margrabiego Final. Drugą żoną Andriola Grillo (małżeństwo bezdzietne). Z pierwszego małżeństwa posiadał czworo dzieci:
- Karol I (zm. 1357), przyszły senior Monako
- Vinciguerra, żonaty z Konstancją Ruffa
- Salvaggia, poślubiona Gabrielowi Vento
- Łukasz, senior Villefranche; żonaty raz z Tedise, córką Daniela Cibo, później z Katarzyną Carracioli